# Jullouville
Jullouville település Franciaországban, Manche megyében. Lakosainak száma 2401 fő (2022. január 1.). Jullouville Saint-Pair-sur-Mer, Carolles, Champeaux, Dragey-Ronthon, Saint-Pierre-Langers és Sartilly-Baie-Bocage községekkel határos.

## Népesség
A település népességének változása:
| Lakosok száma | 2352 | 2306 | 2371 | 2312 | 2338 | 2367 | 2396 | 2382 | 2401 |
|               | 2013 | 2015 | 2016 | 2017 | 2018 | 2019 | 2020 | 2021 | 2022 |